# Первомайский (Кашинский район)
Первомайский — посёлок в Кашинском городском округе Тверской области России. 

## География
Посёлок находится на берегу реки Яхрома в 14 км на северо-запад от города Кашина.

## История
В XIX веке на месте нынешнего посёлка существовало село Егорьевское (Георгиевское). В 1815 году в селе была построена каменная Георгиевская церковь, в 1821 году построена каменная церковь Страстной Божьей Матери, метрические книги с 1780 года. 
В конце XIX — начале XX века село Егорьевское входило в состав Потуповской волости Кашинского уезда Тверской губернии. 
С 1929 года село Егорьевское входило в состав Больше-Крутцкого сельсовета Кашинского района Бежецкого округа Московской области, с 1935 года — в составе Калининской области, с 1994 года — посёлок Первомайский в составе Письяковского сельского округа, с 2005 года — в составе Письяковского сельского поселения, с 2018 года — в составе Кашинского городского округа.

## Население
| 1859 | 2002 | 2010 |
| ---- | ---- | ---- |
| 85   | ↗116 | ↘97  |